# Карфолит
Карфолит (англ. Carpholite) — минерал, цепочечный силикат из группы карфолита. Химическая формула — MnAl2Si2O6(OH)4. Основные примеси — Ti, Fe, V, Zn, Mg, Ca, Na, K. Сингония ромбическая.
Имеет мелкие кристаллы удивительной формы, величина которых редко достигает размера 1,5 см, чаще образуют волокнистые агрегаты и сплошные выделения. Цвет преимущественно белый до соломенно-жёлтого, иногда восково-жёлтый, зеленовато-жёлтый, бледный кремово-жёлтый. Имеет среднюю твёрдость по шкале Мооса, плотность 2,9, шелковистый блеск. На карфолит почти не действуют кислоты, но он разлагается после сплавления с карбонатами щёлочей. Под паяльной трубкой вспучивается, белеет и сплавляется в белый или желтовато-бурый перл. В закрытой трубке постепенно выделяет воду.